# Список эпизодов телесериала «Школа»
Список серий российского телесериала «Школа», выходившего в эфире «Первого канала» с 11 января по 27 мая 2010 года.

## Список серий
| № | Дата премьеры   |
| --- | --------------- |
| 1 | 11 января 2010  |
| Начинается третья четверть. Ученики возвращаются после каникул и обсуждают последние события. В 9 «А» приходит новый ученик — Илья Епифанов. В школе празднуют юбилей классного руководителя — Анатолия Германовича Носова. Илья знакомится с его внучкой Аней, которая учится дома. Во время беседы он в шутку предлагает ей избавиться от деда. |                 |
| 2 | 12 января 2010  |
| Анатолий Германович попадает в реанимацию, и виновником считают Илью. Класс 9 «А» передают новому куратору — учительнице литературы Валентине Харитоновне Мурзенко. Ученики недовольны и устраивают протест. Старшеклассник Лёха Шутов влюбляется в Ирину Шишкову, но Ольга Будилова, считающаяся первой красавицей школы, решает отбить его. |                 |
| 3 | 13 января 2010  |
| Нина Юрьевна Носова обращается в редакцию с просьбой рассказать о происшествии. Журналист Кузьмин приезжает в школу и сталкивается с напряжённой атмосферой. Будилова кокетничает с ним, Лёха избивает журналиста на почве ревности. Кузьмину подбрасывают откровенные фото Ани Носовой. Между отцом Королева и учительницей физики завязывается интерес. Мурзенко проводит собрание, пытаясь заручиться поддержкой родителей. Мать Веры передаёт Мурзенко взятку в обмен на хорошие оценки, что случайно замечает Епифанов. |                 |
| 4 | 14 января 2010  |
| Илья подговаривает одноклассников сорвать урок, но сам участвовать передумывает. Ирина отдаляется от Лёхи из-за Будиловой, и он решает её наказать. Валентина Харитоновна возвращает Вере деньги, полученные от её матери, но вскоре они пропадают. Аня стрижёт волосы в стиле "эмо" и заявляет бабушке, что будет ходить в школу, как все. |                 |
| 5 | 18 января 2010  |
| Класс объявляет бойкот Илье. Аня впервые приходит в школу в новом эмо-образе, что вызывает шок у одноклассников. В местной газете выходит разоблачительная статья о 9 «А», директор школы обещает разобраться. Учительница физики проводит встречу с отцом Королева вне школы. Учитель химии находит сайт с откровенными фото Ани и начинает её шантажировать. Между Тимуром и Вадей разгорается конфликт. Мать Ильи сообщает сыну, что у неё диагностирована новая стадия рака. Мать Будиловой застаёт дочь с Лёхой у себя дома. |                 |
| 6 | 19 января 2010  |
| Лёха расстается с Ольгой Будиловой. Вера обвиняет его в краже, но Ирина Шишкова защищает Горяева, на которого наезжает Лёха с друзьями. Тимур и Вадя снова дерутся. Аня Носова появляется в школе, но химик отправляет её домой. Аня влюбляется в Илью, хотя понимает, что ему нравится Оля. |                 |
| 7 | 20 января 2010  |
| Бабушка запирает Аню дома, но она сбегает в школу. Дятлов начинает тренироваться в спортзале, чтобы привлечь внимание Носовой. Учитель географии начинает влиять на взгляды Вади. Епифанов доводит Мурзенко до истерики, и одноклассники прощают его. |                 |
| 8 | 21 января 2010  |
| Илья помогает убираться в квартире художника Бугаева и становится свидетелем конфликта с его наркозависимым сыном. Королев флиртует с физичкой, которая предлагает ему индивидуальные занятия. Шишкова сообщает Вере, что Лёха не брал её деньги. Аня замечает надпись на школьной стене с адресом сайта, где размещены её фото. |                 |
| 9 | 22 января 2010  |
| Епифанов крадёт дорогую статуэтку у Бугаева. Тимур и Вадя снова вступают в драку. Физичка и отец Королева сближаются. Лёха в порыве ревности бьет Шишкову, которая всё больше влюбляется в него. Мурзенко приходит домой к Илье и знакомится с его матерью. |                 |
| 10 | 25 января 2010  |
| Дятлова увозит скорая помощь из-за истощения. Аня получает разрешение врачей вернуться к очному обучению. В школе начинается медосмотр. Химик увольняется после обвинения Ани в домогательствах. Тимур раскрывает, что Вадя украл деньги Веры. Епифанова могут отчислить из школы. |                 |
| 11 | 27 января 2010  |
| Илья соврал матери, что операция будет бесплатной. Аня пытается избегать школы, где над ней насмехаются. Мать Веры угрожает Мурзенко раскрыть факт взятки. Аня благодарит Дятлова за поддержку. Валентина Харитоновна сообщает отцу Вади, что тот украл деньги. Отец Королева случайно становится свидетелем встречи своей жены с физичкой. Ане кажется, что за ней следит маньяк. |                 |
| 12 | 28 января 2010  |
| Илья продаёт БАДы. Ане начинают приходить странные SMS с неизвестного номера. Он предлагает Королеву шантажировать отца. У Будиловой начинается аллергия от добавок. Шишкова настаивает, чтобы Лёха рассказал о своих отношениях с Олей. Мурзенко заявляет Исаевым, что Вадя — не вор. |                 |
| 13 | 1 февраля 2010  |
| Тимур перестаёт ходить в школу из-за конфликта с Вадей. Рашид, его родственник, обещает поговорить с Вадимом. Королев шантажирует отца и получает за молчание деньги. Мать Ильи говорит, что вместо врача была у целительницы. Вера рассказывает Лёхе о флирте Шишковой с тренером. Лёха наблюдает, как Ира садится в машину танцора. |                 |
| 14 | 2 февраля 2010  |
| Лёха устраивает Ире скандал из-за тренера. Мурзенко узнаёт от Ильи о тяжёлой болезни его матери и планирует добиться его отчисления. Брат Вади, Федя, пропадает — его похищает родственник Тимура. Шишкова находит Аню в туалете в слезах — та подозревает, что SMS шлёт Будилова. Бабушка забирает Носова из больницы. Королев провоцирует физичку на поцелуй, шантажируя её. Илья находит мать без сознания. |                 |
| 15 | 3 февраля 2010  |
| Вадя ищет брата. Лёха снова сближается с Будиловой, вызывая ревность Иры. Вадя подозревает Тимура в похищении Феди. Рашид отпускает Федю. На дне рождения Оли Королев приезжает на отцовской машине. Дятлов и Аня подбрасывают в квартиру дымовуху. Лёха пристаёт к Оле, она убегает и садится в машину к Илье. Даша открывает коробку — происходит взрыв, она получает травму. |                 |
| 16 | 4 февраля 2010  |
| Мама Ильи возвращается из больницы, отказавшись от операции. Королев-старший находит щенка, забытого Ильёй и Олей. Аня узнаёт, что Будилова не слала ей SMS, и рассказывает Дятлову. Даша приходит в школу с ожогами. Вера рассказывает Ире, что Лёха был на дне рождения Оли. Будилова подозревает Шишкову в поджоге. Отец Королева расстаётся с физичкой. Носов устраивает погром в комнате внучки. Между Шишковой и Будиловой происходит драка. |                 |
| 17 | 8 февраля 2010  |
| У двери квартиры Аня находит обгоревшую куклу. Мать Веры приходит в школу, чтобы пожаловаться на Мурзенко, но та возвращает деньги. Костя дерётся с Вадей, защищая Соню. Учитель выгоняет Костю и Соню с урока. Будилова сталкивает Шишкову с лестницы — та получает травму ноги. Лёха помогает ей добраться до больницы. Аня остаётся ночевать у Дятлова. Бабушка приходит к маме Ильи, где та рассказывает о своей болезни. |                 |
| 18 | 9 февраля 2010  |
| Аня просыпается рядом с Дятловым и думает, что у них была близость. Шишкова не может танцевать и пропускает фестиваль. Мать Веры хочет перевести её в 9 «Б». Мама Будиловой ссорится с родителями Даши. Епифанов предлагает Ваде украсть щенка у Королева. Вадя крадёт не ту собаку. В туалете происходит драка между Аней и Олей. Мама Ильи зовёт священника освятить квартиру. |                 |
| 19 | 10 февраля 2010 |
| Илья крадёт щенка у отца Королева и отдаёт его Будиловой. Аня рассказывает, что Носов умер. Дятлов признаётся, что рассказал Илье о дымовухе. Мурзенко объявляет о смерти Носова. Шишкова зовёт Лёху к себе, но дома оказываются её родители. Дятлов предлагает Ане пожить у него. Отец Дятлова отвозит Аню домой. Дома они узнают, что Носов жив. С семьёй приезжает Илья с мамой, правда раскрывается. |                 |
| 20 | 11 февраля 2010 |
| Аня просит Дятлова не рассказывать никому, что её дед жив, и предлагает ему близость в обмен на молчание. Оля проносит щенка в школу, физичка разрешает брать его на уроки. Химик увольняется, но Аня признаётся директору, что оклеветала его. Дятлов приглашает Аню к себе. Отец Королева сообщает сыну, что уходит из семьи. Дятлов признаётся Ане, что обманул её — секса между ними не было. |                 |
| 21 | 15 февраля 2010 |
| Бабушка Ани узнаёт, что та вытаскивала батарейки из домашнего телефона. Учитель химии возвращается в школу. Наталья Николаевна обсуждает с классом концерт к 23 февраля — ведущими выбирают Епифанова и Будилову. Учителя собирают деньги на похороны Носова, не зная, что он жив. Будилова ссорится с Дашей, а Королев унижает Дашу в столовой. Ане приходит странное СМС, она замечает, что за ней следит парень. Химик случайно обнаруживает у Носовых, что Носов жив. |                 |
| 22 | 16 февраля 2010 |
| Илья ссорится с матерью, которая не хочет идти к врачу без благословения. Химик скрывает правду о Носове. Шутов предлагает Епифанову провести концерт с Шишковой, но тот отказывается. Будилова заступается за Дашу, когда Королев её оскорбляет. В школу приходит отец Королева и целуется с физичкой. Мама Ильи хочет с ним помириться. Химик предлагает Ане перевестись в другую школу. Мама Ильи получает благословение на операцию. |                 |
| 23 | 17 февраля 2010 |
| Аня говорит Дятлову, что хочет перевестись. Химик просит бабушку Ани написать заявление, но та отказывается. Брат Вади, Федя, приносит украденного щенка, которого сразу отбирает незнакомец. Родители учеников обсуждают поведение Даши. Одноклассники Ани инсценируют её смерть. Мурзенко выгоняет Королева с урока. Химик рассказывает Мурзенко, что Носов жив. Одноклассники пишут заявление с просьбой перевести Аню. Соня и Костя сближаются с Тимуром. Будилова сообщает физичке, что Носов жив. |                 |
| 24 | 18 февраля 2010 |
| Аня вновь просит бабушку перевести её, но та настаивает на своём. Вадя врёт Илье, что продал собаку бывшим хозяевам. Соня опаздывает и встречает Тимура, вместе они идут на урок. Мурзенко поручает Оле собрать деньги на поход в музей. Директор ссорится с физичкой из-за репетиций в актовом зале. Отец Королева просит не конфликтовать с Натальей Николаевной. Королев отправляет отцу СМС с просьбой простить его. Бабушка находит Носова на лавочке у подъезда и приводит домой. |                 |
| 25 | 22 февраля 2010 |
| Оля подозревает, что беременна. Королев уговаривает мать помириться с отцом. Аня покупает новую SIM-карту и говорит Дятлову, что он пойдёт с ней в школу. Илья договаривается о новой консультации для матери. Костя ревнует Соню. Аня встречает эмо-девочек и вместе с ними убегает от скинхедов. Она рассказывает новой знакомой о своей сложной жизни. Будилова мирится с Лёхой. Королева сбивает машина. Бабушка узнаёт, что Аня прогуляла все уроки, и вместе с дедушкой отправляется на её поиски. |                 |
| 26 | 23 февраля 2010 |
| Мама Ильи снова ложится в больницу. Бабушка Ани провожает её до школы, по пути они встречают учителя химии, который предлагает Ане дополнительные занятия — она соглашается. Оля покупает тест на беременность. Аня снова пропускает уроки. Тест показывает положительный результат. Учительница английского сообщает мужу физички о её романе с отцом Королева. Королев-старший уходит из семьи. |                 |
| 27 | 24 февраля 2010 |
| Аня подозревает, что «Антиангел» — это тот, кто шлёт ей угрозы. Горяев первым поздравляет Иру с днём рождения. Оля признаётся физичке, что у неё задержка. Химик напоминает Ане о договорённости по занятиям. Шишкова приглашает Веру на праздник. Оля отказывается вести концерт. Физичка рассказывает Мурзенко, что Оля беременна. Лёха приходит к Ире, ревнует её к танцору и уходит. |                 |
| 28 | 25 февраля 2010 |
| Мурзенко прямо говорит Оле, что знает о её беременности от физички. Оля врёт, что это была шутка с Епифановым. Шишкова мирится с Лёхой и бросает танцы. Физичка и Оля ссорятся. Вадя случайно заходит в кабинет и видит, как физичка плачет. Отец Оли забирает вещи, и она сообщает ему о беременности. Мама Оли узнаёт правду. Дятлов приглашает Аню к себе, она начинает делать из него эмо. Ира заявляет родителям, что не хочет больше заниматься танцами. Аня остаётся у Дятлова ночевать. |                 |
| 29 | 16 марта 2010   |
| Химик отправляется на поиски Ани. Королев берёт деньги отца и начинает контролировать семейный бюджет, из-за чего ссорится с матерью. Аня просыпается в квартире Дятлова и они идут в школу. Ира отказывается от танцев. Физичка обвиняет Исаева в нападении на своего мужа. Даша возвращается в школу с новым имиджем. Директор требует, чтобы концерт был на высоком уровне. Оля обещает рассказать Илье о своей проблеме. Химик расспрашивает эмо и панков о местонахождении Ани. Дашу назначают ведущей концерта. Ира делится с Верой, что хочет переспать с Лёхой. Аня с подругами приходит в пустой офис. Мама Ильи сообщает ему, что ей нельзя идти на концерт. |                 |
| 30 | 17 марта 2010   |
| Аня просыпается в офисе с подругами. В сумке Дятлова она находит сигареты и телефон с откровенными фото себя. Телефон разряжается, и она не может прочитать сообщения. Мама Ильи всё же приходит на концерт. Лёха зовёт Олю поговорить и предлагает аборт. Концерт проваливается. Шишкова уединяется с Лёхой в спортзале, но он отказывается от близости. Дверь ломается, и они остаются внутри. Аня возвращается домой — её одноклассницы поздравляют Носова. Директор устраивает скандал физичке. Комиссия недовольна школой и обнаруживает в спортзале запертых Иру и Лёху. |                 |
| 31 | 18 марта 2010   |
| Аня рассказывает подруге, что именно Дятлов писал ей угрожающие SMS. Состояние матери Ильи резко ухудшается, врачи сообщают, что ей срочно нужна операция. Директор школы, опасаясь последствий после визита комиссии, ложится в стационар. Аня обвиняет Дятлова в предательстве. Лёха уговаривает Олю сделать аборт. Учителя обсуждают, что директор, возможно, покинет школу. Комиссия поднимает вопрос о временном замещении должности. Даша откровенничает с Королёвым о своей семье. Тот советует матери завести любовника. В школу возвращается Носов и рекомендует назначить Мурзенко новым директором. Географ предлагает Исаеву стать старостой патриотического кружка. Родители Королёва решают развестись. |                 |
| 32 | 22 марта 2010   |
| Аня начинает переписку с «Антиангелом» и угрожает раскрыть всё, если он не прекратит писать. Отец Дятлова предлагает пригласить Илью на ужин. Аня просит Илью помочь разобраться с Дятловым, но он отказывается — отец Миши будет оперировать его мать. Родители Иры замечают, что Лёха снова общается с Олей. Лёха врёт, что просто одолжил ей денег. Королев сообщает отцу, что у матери появился другой. Шишкова узнаёт, что Будилова беременна от Лёехи. Одноклассники начинают издеваться над Дятловым, узнав правду от Ани. Мурзенко назначают исполняющей обязанности директора. Ира ссорится с Лёхой. Илья зовёт Олю к себе домой и предлагает переехать. Оля задумывается об аборте. Родители Королёва окончательно расстаются. |                 |
| 33 | 23 марта 2010   |
| Мама Ильи узнаёт, что операция платная, и Илья уже передал деньги отцу Дятлова. Подруги Ани выманивают Дятлова в офис, якобы чтобы помочь Ане. Заперев его там, они заставляют навести порядок. В школу приходит пожарный инспектор. Илья встречает бабушку Ани и просит её зайти в больницу к его матери. Физичка советует Оле проконсультироваться с гинекологом. Мурзенко пытается задобрить инспектора коньяком, но тот решает составить акт о нарушениях. Она срочно собирает педсовет, но её не все воспринимают всерьёз. Отец Дятлова обзванивает знакомых в поисках сына. Когда девочки возвращаются в офис, там всё ещё беспорядок, и они решают не выпускать Дятлова. Одна из подруг Ани приходит туда в слезах. |                 |
| 34 | 24 марта 2010   |
| Аня приходит в офис, где Дятлов с подругой Ани убираются. Илья проводит ночь в больнице у матери. «Колючка» говорит Ане, что Миша её любит. Лёха даёт Оле деньги на аборт и ставит условие: встречаться они будут, только если она избавится от ребёнка. Аня ссорится со своими подругами. Мама Ильи готовится к операции. Гинеколог сообщает физичке, что она не может иметь детей. Дятлову не удаётся наладить отношения с Аней. Наталью Николаевну назначают новым классным 9 «А». Королев-старший разрешает сыну пожить у него. Выясняется, что Оля не беременна. |                 |
| 35 | 25 марта 2010   |
| Оля тратит деньги Лёхи на одежду и устраивает вечеринку. Мама Ильи плохо себя чувствует после операции. Аня говорит деду, что именно Дятлов слал ей угрожающие сообщения. Физичка объявляет о создании театрального кружка и становится классной. Мурзенко выступает против кружка. Соня чувствует себя плохо и уходит в медпункт. Королев находит её дневник и читает вслух запись, где она высказывается о Косте. Лёха решает расстаться с Ирой, если Оля всё же сделает аборт. Костя ссорится с Соней. Муж физички застаёт её с химиком. Аня с подругами на улице встречает пьяного Костю. |                 |
| 36 | 29 марта 2010   |
| Королев говорит матери, что рассказал отцу про любовника. Физичка снова встречается с Королёвым-старшим. Мать Кости устраивает скандал в школе, думая, что сын напился с одноклассниками. Ира приглашает Лёху на вечеринку у Веры. Носов навещает отца Дятлова. Тимур обвиняет Соню в плохом отношении к Косте. Дедушка Ани рассказывает отцу Миши о выходках сына, но тот не верит. Миша знакомится с новой девушкой. Лёха подозревает, что Оля в больнице. Там она знакомится с молодым мужчиной, который обещает ей карьеру модели. Дятлова избивает брат «Колючки». Отец Королёва говорит бывшей жене, что сын будет жить с ним. Физичка ссорится с мужем и признаётся в романе с другим. Лёха расстаётся с Ирой. |                 |
| 37 | 30 марта 2010   |
| Миша признаётся отцу, что именно он писал Ане угрозы. Школа узнаёт, что театральный кружок отменяется, но Мурзенко разрешает его проводить после уроков. Лёха говорит Горяеву, что расстался с Ирой, но вскоре мирится с ней. Вера приглашает всех одноклассников к себе домой. Оля приходит с новой причёской и рассказывает Даше о конкурсе, в котором участвовала. Тимур просит Соню навестить Костю. Лёха догадывается, что Оля его использовала, и окончательно расстаётся с Ирой. Исаев бросает географический кружок. Отец Дятлова ищет родственников Ильи. Вера устраивает вечеринку, которая заканчивается погромом. |                 |
| 38 | 31 марта 2010   |
| Девочки приглашают охранника участвовать в репетиции кружка. Лёха приходит в школу в маске, говоря, что болен. Мурзенко поднимает вопрос об его отчислении. Маме Ильи становится хуже. Отец Миши злится на Илью за прогулы и попытки найти сиделку. Одноклассники начинают травлю Веры из-за провальной вечеринки. При Оле Лёха снова демонстративно расстаётся с Ирой, но узнаёт, что Оля не собиралась с ним быть. Вера обсуждает с Аней отношение класса. Королеву не разрешают ночевать у отца. Миша звонит родственнице Ильиной матери. На первое собрание театрального кружка приходят почти все девочки. У Ильи дома устраивают пьянку. Подруги Ани уговаривают её пойти на концерт группы «Оригами». Оля проводит ночь в отеле с новым знакомым. Физичка отвозит Королёва домой. Илья, под кайфом, приглашает к себе Мишу и эмо-девочек.                            |                 |
| 39 | 1 апреля 2010   |
| Королеву снится обнажённая физичка. Олю утром в школу привозит мужчина, с которым она провела ночь. Проходит торжественная линейка, после чего учителя устраивают банкет. Даша узнаёт, что Оля не ночевала дома. Тимур приходит в школу при параде. Королев ссорится с отцом. Физичка подозревает, что Илья курил с Королёвым. Химик дарит Ане торт. В больницу к матери Ильи приезжает её сестра — тётя Катя. Королев дарит физичке цветы и просит прощения. Дед запрещает Ане идти на концерт. Оля присоединяется к одноклассникам на тусовке у Ильи. Туда приходит и тётя Катя. |                 |
| 40 | 5 апреля 2010   |
| Илья просит маму отправить тётю Катю домой. В школе обсуждают пьянку на его квартире. Появляется Костя. Шишкова узнаёт от Лёхи, что он в больнице, и просит номер палаты. Аня притворяется, что идёт на допзанятия к химику, чтобы сбежать на концерт. После занятий они идут в кафе, а затем к Носовым домой. Оля звонит своему мужчине, но тот не хочет с ней говорить. Миша выбирает одежду с «Колючкой», которая рассказывает о Милане, влюблённой в Илью. |                 |
| 41 | 6 апреля 2010   |
| Дятлов приходит в школу в одежде из секонд-хенда. Даша рассказывает Оле, что Леха попал в больницу — Оля хочет позвонить ему, чтобы позлить Шишкову. Аня зовёт Илью на концерт, но он отказывается. Горяев признаётся Ире, что целовался с Будиловой. Вовец предлагает Оле послушать «наркотическую» музыку, но она воспринимает всё с юмором. Илья покупает антибиотики для матери. Физичка говорит Даше снять наращённые волосы — якобы они срезаются с трупов. Аня просит у Веры денег на концерт и зовёт её с собой. Наталья Николаевна просит мать Тимура уговорить сына участвовать в театральном кружке. Исаева бьёт током на уроке физики. Вадя отпрашивается с географии. Вера приходит в назначенное место, но Аня не появляется. Ссора Ильи с тётей ухудшает состояние его матери. Химик ищет Аню по клубам и случайно находит её после концерта, отводит домой. |                 |
| 42 | 7 апреля 2010   |
| Химик отказывается продолжать занятия с Аней. Отец Дятлова сообщает Илье, что у его матери плохие анализы и она должна остаться в больнице, деньги предлагает дать тётя Катя. Вера получает выговор на алгебре за неправильный ответ. Миша сообщает Илье, что он нравится Милане. Леха пишет Ире любовные письма. Театральный кружок начинает репетировать «Ромео и Джульетту» — на роль Джульетты Олю не берут. Горяев играет Ромео. Милана, Илья, Дятлов и «Колючка» собираются в офисе, но хозяйка прогоняет их. Илья приводит Милану к себе домой и говорит тёте Кате, что та теперь будет с ними жить. Аня возвращается домой и находит на кровати одежду, которую ей запретил дед. Она расстраивается и плачет. |                 |
| 43 | 8 апреля 2010   |
| Вовец распространяет наркотики. Илья устраивается работать на автомойку. Соня предлагает Тимуру репетировать пьесу после уроков. Аня подозревает, что подруги обманывают её. Вера просит Аню потусоваться вместе в обмен на возврат долга. Королев обнаруживает у матери гостя — мужа её подруги, и устраивает скандал после его ухода. Аня разговаривает с химиком о жизни. Соня и Тимур читают пьесу в столовой. Тимур получает оскорбительное сообщение от Исаева — Соня видит это, убегает в раздевалку и ссорится с Исаевым. Костя заступается за неё. Илья говорит Милане, что они могут быть только друзьями, и уходит, оставляя её с Дятловым и Колючкой. |                 |
| 44 | 12 апреля 2010  |
| Роман между учительницей английского и историком становится заметен. Физичка объявляет, что на каникулах будет экскурсия в Суздаль, но многие не хотят ехать. Соня избегает Тимура из-за истории с видео. Оля, расстроенная исчезновением Никиты, начинает флиртовать с Ильёй. Шишкова навещает Леху в больнице и знакомится с его матерью. Отец Королева с физичкой случайно встречают Илью на автомойке. Отец узнаёт о болезни мамы Ильи. Носов считает, что Ане не стоит ехать в Суздаль. |                 |
| 45 | 13 апреля 2010  |
| Дятлов узнаёт, что Аня должна Вере тысячу рублей. Костя и Вадя издеваются над Соней — Илья с Дятловым отводят её в медпункт. Исчезает журнал 9 «А», учителя подозревают Веру. Физичка отменяет репетицию ради встречи с отцом Королева, но передумывает. Шишкова подкупает охранника, чтобы навестить Лёху в инфекционке. |                 |
| 46 | 14 апреля 2010  |
| Илья просит отца Дятлова отпустить мать домой, но тот отказывает. Шишкова ссорится с родителями из-за Лёхи. Дятлов возвращает Вере деньги за Аню и просит ничего не говорить. Журнал 9 «А» находится. Физичка договаривается о встрече с отцом Королева, но сталкивается с мужем и соглашается на ужин. Оля сталкивается во дворе с бывшим соседом и идёт с ним в клуб. Илья возвращается домой и обнаруживает, что тётя Катя забрала маму. |                 |
| 47 | 15 апреля 2010  |
| Физичка уговаривает отца Королева поехать в Суздаль. Вера говорит Шишковой, что ей приятнее общаться с Аней. Физичка собирает деньги на поездку. Оля, Илья, Королев и Шишкова отказываются ехать. У Иры поднимается температура, её отправляют домой. Мурзенко предлагает учителю истории поехать вместо неё — он соглашается, чем вызывает ревность у учительницы английского. Соня в депрессии. Стас с другом приходят в школу разобраться с Будиловой, но за неё вступаются Илья, Королев и Вадя. Завязывается драка, всех забирает полиция. Физичка просит Носова отпустить Аню в Суздаль. |                 |
| 48 | 19 апреля 2010  |
| Отец дарит Дятлову видеокамеру. Вадю хотят поставить на учёт, но Мурзенко уговаривает инспектора. Дятлов приносит камеру в школу и начинает снимать. Врачи советуют госпитализировать Иру, но она просит остаться дома при условии, что прекратит общаться с Лёхой. Тимур заставляет Вадю извиниться перед Соней. Учитель английского ссорится с историком из-за поездки. Илью увольняют с автомойки без зарплаты. Вадя начинает общаться с скинами. У мамы Ильи день рождения, он снимает всё на камеру Дятлова. |                 |
| 49 | 20 апреля 2010  |
| Класс едет в Суздаль. Отец Королева сообщает, что сын не поедет. Шишкову навещает тренер и предлагает вернуться в коллектив. Мама Шишковой выгоняет Лёху, Ира в истерике угрожает выпрыгнуть из окна. Королев возвращается домой и просит мать не говорить отцу. В Суздале теряется Соня, Тимур находит её у монастыря. Отец Королева обещает приехать во Владимир. |                 |
| 50 | 21 апреля 2010  |
| Класс едет во Владимир. Шишковой становится хуже, родители вынуждены позвать Лёху. Тимур покупает Соне подарок. Королев отказывается ехать с отцом, узнав, что маме Ильи стало хуже. Аня уничтожает все записи Дятлова, настраивая против себя класс. Отец Королева приезжает к физичке. Ученики устраивают пьянку, играют в карты на раздевание и идут в клуб, оставив Олю одну. Вернувшись, Горяев пытается к ней приставать. В клубе начинается драка, всех ведут в номер физички, где их застают с отцом Королева. |                 |
| 51 | 22 апреля 2010  |
| Учительнице физики неловко, что ученики увидели у неё в номере отца Королёва. Она просит его уехать из города как можно быстрее. Гостиница выставляет ей счёт за испорченное имущество. Горяев хвастается, будто переспал с Олей Будиловой. Физичка просит Вадю и Вовца сохранить молчание о визите отца Королёва и обещает простить им все проступки. Класс возвращается в Москву. У школы физичку встречает муж — она устраивает скандал, решив, что он что-то подозревает. Отец Шишковой вызывает Лёху Шутова на серьёзный разговор. Умирающая мать Ильи просит позвать к ней сына. |                 |
| 52 | 26 апреля 2010  |
| Мама Ильи умирает. Тимур с Соней идут в кино. Илья крадёт деньги у тёти Кати и сжигает мамины вещи. Он приходит к Оле, но она выгоняет его, не зная о случившемся. Аня делится новостью с «Колючкой» и Меланьей. Вадя идёт на футбол и знакомится со скинами. Одноклассники рассказывают Королёву о приезде его отца к физичке. Он сообщает об этом матери и добавляет, что физичка якобы за ним ухаживала. Мать решает перевести сына в другую школу. «Колючка» ревнует Дятлова к Ане — они ссорятся. |                 |
| 53 | 27 апреля 2010  |
| Вера просит Аню взять её на эмо-тусовку. Физичка сообщает классу о смерти мамы Ильи. Мать Королёва уведомляет Мурзенко о переводе сына. Оля звонит Илье, пытаясь извиниться, но он говорит, что она ему больше неинтересна. Шишкова теряет девственность с Лёхой. Класс пишет сочинения о поездке. Илья обвиняет тётю в смерти мамы. Вадя знакомится с Багирой и скинами. Аня приводит Веру на тусовку, но Урик оскорбляет девушку, и та убегает в слезах. |                 |
| 54 | 28 апреля 2010  |
| Мурзенко находит анонимное сочинение с правдивым описанием поездки. Она показывает его физичке, но та всё отрицает. Вадя рассказывает географу, что познакомился со скинами. Лёха избегает Шишкову. Оля выгоняет отца из квартиры. Аня заставляет Урика извиниться перед Верой, пообещав за это провести с ним ночь. |                 |
| 55 | 29 апреля 2010  |
| Отец Дятлова после смены обнаруживает следы вечеринки и девушек, ночевавших у сына. Он устраивает скандал — ссорится с Мишей. Оля хвастается новым телефоном от мамы, но он пропадает. Она обвиняет в краже Горяева. Физичка находит ксерокс с анонимным сочинением. Из-за наговора Оли Лёха избивает Горяева. Позже Оля узнаёт, что телефон подарил отец, и ссорится с матерью. |                 |
| 56 | 4 мая 2010      |
| Илья поддевает географа за националистические высказывания, но Мурзенко встаёт на его сторону. Вадя возвращает Оле телефон, сказав, что просто пошутил. Горяев и Виноградова репетируют роли Ромео и Джульетты — Горяев начинает к ней тянуться. Физичка безуспешно пытается помириться с мужем. Аня и Урик идут к Вере, где он пробует соблазнить Аню, но та отказывает. Вадя со скинами устраивают драку с кавказцами на рынке. |                 |
| 57 | 5 мая 2010      |
| Оля извиняется перед Горяевым за историю с телефоном. Мурзенко объявляет о дне самоуправления. Тётя Катя просит Меланью уговорить Илью простить её. Тимур зовёт Соню на день рождения брата. Мурзенко закрывает курилку. Химик предлагает Ане вести урок химии на дне самоуправления — она соглашается. Физичка с Дашей идут за платьем. Илья и Дятлов устраивают вечеринку — тётя уходит из дома. Отец Дятлова предлагает Илье поработать у него, но тот отказывается. Муж Натальи Николаевны сообщает ей, что уходит. |                 |
| 58 | 6 мая 2010      |
| Илья ищет работу. Физичка просит Мурзенко уволить её — та отказывается и предлагает должность завуча. Между Горяевым и Виноградовой развивается роман. Урик устраивает Ане сюрприз — романтическую эмо-обстановку в заброшенном доме. Шишкова приходит к Лёхе, где его мама показывает ей детские фото сына. Лёха ссылается на усталость и провожает Иру. |                 |
| 59 | 11 мая 2010     |
| Лёха хочет расстаться с Шишковой, но не решается сказать ей напрямую. Вместе с приятелем он придумывает план, чтобы Ира сама от него ушла. Тетя Катя готовит поминки, ей помогает Меланья. Аня с бабушкой идут в церковь, но Аня остаётся снаружи. Будилова проводит время с птушницами. Шишкова приходит к Лёхе, и его друзья начинают к ней приставать. Лёха демонстративно выходит из комнаты. Брат Тимура требует, чтобы он увёл Соню с вечеринки. Тимур подчиняется. Илья тем временем подрабатывает грузчиком. |                 |
| 60 | 12 мая 2010     |
| Физичка назначает Харитонову на роль учителя физики в день самоуправления. Вадя и Задоев дерутся прямо в школьном туалете. Аня Носова случайно находит у Дятлова кассету, где записаны все разговоры и действия участников эмо-компании. Вместе с «Колючкой» она смотрит запись и узнаёт, что подруги её предали. Аня устраивает скандал Илье и даже бьёт его. Пиф отталкивает Анну. Ира избегает Лёху и задумывается о возвращении в танцевальную школу. Исаев вступает в интимную связь с Багирой. |                 |
| 61 | 13 мая 2010     |
| В школе проходит день самоуправления. Носова ведёт химию, но урок срывается после провокаций со стороны Будиловой — Анна в ответ обливает её подозрительной жидкостью, похожей на зелёнку. Каштанская более-менее справляется с литературой, а Ахмаметьева — с английским, под наблюдением Мурзенко. Даша проводит урок физики. Историк делает англичанке предложение, и она соглашается. Носова обвиняет Дятлова, «Колючку» и Меланью в предательстве. Исаев приводит свою девушку-скинхеда к географу, чтобы договориться о сотрудничестве. Каштанская навещает Задоева, а Горяев — Лану. Шишкова возвращается к танцам. |                 |
| 62 | 17 мая 2010     |
| Дятлов и Илья ссорятся из-за Анны. Будилова продолжает травлю Носовой и получает за это выговор от историка. Мурзенко вызывает Аню к директору, где её отчитывают вместе с физичкой и химиком. Девочка устраивает истерику и уходит домой. Вере грозит тройка по математике. Приятель Шутова пристаёт к Шишковой, но она даёт понять, что Шутов для неё — никто. Химик просит бабушку и дедушку Ани вмешаться. Позже Будилова с подругами нападает на Носову и срывает с неё одежду. Вернувшись домой, Оля напивается и вырубается в коридоре, где её находит мать. Аня тем временем обрезает себе волосы. |                 |
| 63 | 18 мая 2010     |
| Будилова просыпается с похмелья и не идёт в школу. Шишкова активно занимается танцами, чтобы попасть на конкурс. Исаев на уроке рассказывает стихотворение с националистическим уклоном, но учительница его прерывает. Носова ходит в свитере, с короткой стрижкой и молчит — её отправляют домой. Дятлов считает, что срыв Носовой связан с Ильёй, и ругается с ней. Позже он выгоняет «Колючку». Друг Лёхи снова пристаёт к Шишковой. Оля плачет в одиночестве и извиняется перед своей собакой. Географ готовит донос на Мурзенко. Вера говорит матери, что не будет поступать на экономический, а выберет ИнЯз. |                 |
| 64 | 19 мая 2010     |
| Тётя Катя остаётся в Москве и собирается оформить опеку над Ильёй. Носова лежит в постели в полном отрешении. Арсений Иванович советует госпитализацию, но бабушка отказывается. Мурзенко узнаёт о доносе и ждёт проверку. В школу приходит Багира. Мурзенко говорит, что пора решать вопрос с географом. Муж физички требует, чтобы она съехала. Тётя Катя просит прощения у Ильи. Мать Будиловой собирается продать квартиру, чтобы выплатить бывшему мужу его долю. Оля уходит жить к Илье. Меланья вынуждена покинуть квартиру. Физичка, оставшись одна, мастурбирует. |                 |
| 65 | 24 мая 2010     |
| Носовы отвозят Аню в психологический центр. Она тайком берёт с собой камеру Дятлова. Англичанка и историк объявляют о своей свадьбе. Мурзенко увольняет географа за пропаганду нацистских взглядов. Физичка проводит финальную репетицию спектакля. Вадик проводит время с футбольными фанатами «Динамо», но его жестоко избивают скинхеды. Будилова остаётся ночевать у Епифанова. |                 |
| 66 | 25 мая 2010     |
| Носова по-прежнему молчит в психологическом центре. Психиатр просит одну из пациенток показать Ане центр и познакомить её с остальными. Девочка устраивает экскурсию, но вскоре все возвращаются к своим делам, оставляя Носову одну. Вернувшись в палату, Аня выпивает большое количество снотворного и записывает предсмертное видео на камеру. |                 |
| 67 | 26 мая 2010     |
| Утром в палате находят тело Носовой и камеру с записью. Мать Будиловой приходит в школу за дочерью, но та отказывается возвращаться домой. Лана просит Горяева прекратить общение с Шишковой, но потом мирится с этим. Вадик в больнице с сотрясением. Никита зовёт Будилову пообедать. Химику звонит бабушка Ани — он сообщает классу и коллегам о её самоубийстве. Вера винит себя. Дятлов признаётся Вере, что подбросил деду фото Ани, чтобы тот поговорил с внучкой. Химик берёт на себя организацию похорон. Вадика навещают Багира и скинхеды. Епифанов боится, что Оля переспала с Никитой. Бабушка Ани сообщает Носову о смерти внучки. |                 |
| 68 | 27 мая 2010     |
| Будилова узнаёт, что Никита употребляет наркотики. Мать Веры хочет перевести дочь в другую школу. Вадя говорит Багире, что хочет выйти из движения — она злится и уходит. Англичанка рассказывает ученикам, что беременна и просит понять родителей, которые боятся за своих детей. На родительском собрании Мурзенко говорит, что родители должны быть детьми друзьям. Мама Будиловой сообщает дочери о самоубийстве Ани. Оля устраивает истерику по телефону, жалуется Епифанову и признаётся, что хочет снова быть ребёнком. |                 |
| 69 | 27 мая 2010     |
| Будилова и Епифанов решают не идти на похороны. Остальные ученики и учителя едут на кладбище. На прощание приходят и «Колючка» с Меланей. Будилова благодарит Илью за поддержку и возвращается домой. Носов говорит химику, что смерть Ани отняла у него смысл жизни. Илья прощает тётю Катю и провожает её на автовокзал. Физичка с Дашей не идут на поминки, а отправляются в караоке-бар. Там физичка рассказывает, что ей предложили работу в гимназии, и зовёт Дашу с собой. Вместе они поют и пьют. |                 |